# هيلينا فيسل
هيلينا فيسل (بالألمانية: Helene Wessel )‏ (و. 1898 – 1969 م) هي سياسية ألمانية، كانت عضوةً في الحزب الديمقراطي الاجتماعي الألماني، وحزب الوسط، شاركت في الانتخابات الرئاسية الألمانية الغربية 1949، وParlamentarischer Rat ‏، توفيت في بون، عن عمر يناهز 71 عاماً.

## مناصب
تولت منصب عضو في البوندستاغ الألماني (7 سبتمبر 1949–7 سبتمبر 1953)
- عضو مجلس الشورى الموحد شمال الراين وستفاليا[9]
- عضو مجلس الشورى الموحد بروسيا.

## جوائز
حصلت على جوائز منها:
- صليب القائد لنيشان استحقاق جمهورية ألمانيا الاتحادية.

## روابط خارجية
- هيلينا فيسل على موقع مونزينجر (الألمانية)